# الشرف (الدوادمي)
الشرف تقع في محافظة الدوادمي، وتتبع منطقة الرياض في المملكة العربية السعودية. تبعد عن مدينة الدوادمي نحو 17 كيلومترًا، وعن مركز عرجاء قرابة 14 كيلومترًا.

## الخدمات والبنية التحتية
تتوفر في الشرف مجموعة من الخدمات الأساسية، من بينها الكهرباء والماء، بالإضافة إلى وجود محلات تسوق، ومحطات وقود، وورش لصيانة السيارات. كما تخدمها طرق داخلية وخارجية تُسهم في تيسير حركة السكان اليومية. وتتبع الشرف إداريًا للجهات الخدمية التابعة لمحافظة الدوادمي.

## التأسيس
تأسست الشرف عام 1405هـ على يد كلٍ من **الشيخ محمد بن جفين الحبيل** وأخيه **الشيخ حمود بن جفين الحبيل**، الذين قاموا باستيطان المنطقة وإنشاء المزارع، مما ساهم في جذب السكان وتوسيع نطاق القرية.

## الموقع
تقع الشرف غرب محافظة الدوادمي في موقع استراتيجي بين مدينة الدوادمي ومركز عرجاء، وتربطها بهما طرق ممهدة، مما يجعل الوصول إليها سهلاً ومباشرًا.

## الزراعة
تُعتبر الشرف من أهم المناطق الزراعية في محافظة الدوادمي، حيث تحيط بها المزارع والمشاريع الزراعية من جميع الجهات، وذلك بسبب خصوبة أرضها ووفرة المياه العذبة. تشتهر بإنتاج العديد من المحاصيل الزراعية، من أبرزها:
- الخضراوات
- الفواكه
- البطاطس
- البطيخ
- القمح
- الذرة
- التمور

## السكان
يبلغ عدد سكان الشرف حوالي 1500 نسمة تقريبًا، وينتمي أغلبهم إلى **ذوي جفين من الحبلة من قبيلة الحماميد من عتيبة**. ويعمل أغلب السكان في الزراعة والتجارة والوظائف الحكومية والأعمال الحرة 

## وجهاء الشرف وقبيلة الحماميد
من أبرز وجهاء الشرف وقبيلة الحماميد :
- الشيخ محمد بن جفين الحبيل العتيبي
- الشيخ حمود بن جفين الحبيل العتيبي
- الشيخ صالح بن جفين الحبيل العتيبي
- الشيخ خالد بن محمد الحبيل العتيبي
- الشيخ ناهض بن حمود الحبيل العتيبي
- الشيخ سعد بن صالح الحبيل العتيبي
- * ملاحظة لم يكتب كل وجهاء الشرف وقبيلة الحماميد *

## القصائد الشعبية
اشتهر أهل الشرف بعدد من القصائد الشعبية التي تعبر عن كرمهم وترحيبهم بالضيوف، ومنها:
1.
يا مرحباً ترحيبتين طيّبها العود
وريح النفل منها وريح الخزاما
حضوركم تشريف لأهل الشرف زود
نفرح بشوف الطيبين النشاما
2.
ليت السحاب اللي سرى ليله ارعود
يمره ربي للشرف ديرة حمود
ومحمد اللي زاد من زوده الجود
قامت مجالسهم على ريحة العود
إلا الحسو موروث السيوف السود
ما يذكر أفضال الربيع إلا وحدها
سيود القلوب اللي عرب من شهدها
وأنا على فعلكم لفوق لفوق
يكبر غلاكم والله وخالقه شهود
لكن مشاغلنا بنت بيبينا سدود
دنيا عساها للفتى ما بها زود
وأخر كلامي قدم لا ينقص الزود